# Родина (5-й сезон)
Пятый сезон американского драматического сериала «Родина», премьера которого состоялась 4 октября 2015 года, а его финал состоялся 20 декабря 2015 года на канале Showtime. Состоит из 12 эпизодов. Сериал вольно основан на израильском телесериале «Хатуфим» (рус. Военнопленные), созданным Гидеоном Раффом и разработанным для американского телевидения Говардом Гордоном и Алексом Гансой. Пятый сезон был выпущен на Blu-ray и DVD 10 января 2017 года.
Через два года после событий предыдущего сезона, Кэрри больше не работает на ЦРУ, а работает на благотворительный фонд в Берлине, Düring Foundation. Сезон включает несколько предметов реального мира в его основных сюжетных линиях; такие как ИГИЛ, Владимир Путин, Башар аль-Асад, стрельба в Charlie Hebdo, Эдвард Сноуден и Европейский миграционный кризис.

## В ролях

### В главных ролях
- Клэр Дэйнс — Кэрри Мэтисон, бывший офицер разведки ЦРУ с биполярным расстройством, теперь работающая на благотворительный фонд в Берлине.
- Руперт Френд — Питер Куинн, оперативник специальных операций ЦРУ.
- Себастьян Кох — Отто Дюринг, немецкий филантроп и босс Кэрри.
- Миранда Отто — Эллисон Карр, нынешний шеф станции ЦРУ в Берлине, работающая непосредственно на Сола.
- Александр Фелинг — Йонас Холландер, юрисконсульт в Düring Foundation и парень Кэрри.
- Сара Соколович — Лора Саттон, американский журналист в Берлине, которая работает на Düring Foundation.
- Ф. Мюррей Абрахам — Дар Адал, отставной специалист по секретным операциям, ныне глава ЦРУ.
- Мэнди Патинкин — Сол Беренсон, глава европейских операций ЦРУ и наставник Кэрри.

### Второстепенный состав
- Атир Адель — Нуман, компьютерный хакер, который скачивает засекреченные файлы ЦРУ.
- Нина Хосс — Астрид, бывшая любовница Куинна, которая работает в немецкой разведывательной службе, БНД.
- Марк Иванир — Иван Крупин, агент российской разведки.
- Мехди Неббу — Хуссейн, сирийский доктор-беженец в Германии.
- Рене Ифра — Биби Хамед, лидер группы джихадистов в Берлине.
- Аллан Кордюнер — Этай Лускин, глава разведки Израиля в Германии.
- Мика Хауптман — Миллз, тех-работник ЦРУ в Berlin Station..
- Свен Шелкер — Корзеник, друг Нумана.
- Морокко Омари — Конрад Фуллер, агент ЦРУ, работающий на Berlin Station.
- Джон Гетц — Джо Крокер, офицер ЦРУ, работающий в Лэнгли.
- Стив Николсон — Борис, посол России в Германии.
- Макрам Хоури — Самир Халил, гражданин Ирака, который помогает Кэрри.
- Дарвин Шоу — Ахмед Назари, продажный иракский адвокат.
- Рашид Сабитри — доктор Аман Азиз, профессор, который помогает Биби.
- Рус Блэкуэлл — доктор Эмори, хирургический врач.
- Стефани Муллер — Эрна Рихтер, работающая в Министерстве иностранных дел Германии.

### Приглашённые звёзды
- Алекс Ланипекун — Хэнк Уонэм, офицер ЦРУ.
- Макс Бизли — Майк Браун.
- Муса Крэйиш — Бехруз, помощник Ала Амина.
- Сурадж Шарма — Айан Ибрагим, который появляется в галлюцинации Кэрри.
- Уильям Р. Мозес — Скотт.
- Игал Наор — генерал Юссеф.
- Янина Блом Зиверс — Сабин, компьютерный хакер.
- Реймонд Амсаллем — жена Этая.
- Дарина Аль Джунди — жена генерала Юссефа.
- Эмили Кокс — Клаудия, подруга Сабин.
- Джаррет Мерц — Хаджик Зайд, лидер джихадистской группы.
- Ори Янив — Эсам, бывший информатор Кэрри.
- Ошри Коэн — Игал.
- Хадар Ратзон Ротем — Това.
- Джордж Джорджиу — Ал Амин, командир Хезболлы.
- Алиреза Байрам — Казим, член джихадистской группы.

## Эпизоды
| № общий | № в сезоне | Название                                                           | Режиссёр            | Автор сценария                                                    | Дата премьеры   | Зрители в США (млн) |
| ------- | ---------- | ------------------------------------------------------------------ | ------------------- | ----------------------------------------------------------------- | --------------- | ------------------- |
| 49      | 1          | «Страх разлуки» «Separation Anxiety»                               | Лесли Линка Глаттер | Чип Йоханнссен и Тед Манн                                         | 4 октября 2015  | 1,66                |
| 50      | 2          | «Традиции гостеприимства» «The Tradition of Hospitality»           | Лесли Линка Глаттер | Патрик Харбинсон                                                  | 11 октября 2015 | 1,40                |
| 51      | 3          | «Сверхсилы» «Super Powers»                                         | Кит Гордон          | Алекс Ганса и Мередит Стим                                        | 18 октября 2015 | 1,11                |
| 52      | 4          | «Почему эта ночь не такая как все?» «Why Is This Night Different?» | Джон Коулз          | Рон Нисуонер                                                      | 25 октября 2015 | 1,63                |
| 53      | 5          | «Лучше звоните Солу» «Better Call Saul»                            | Майкл Оффер         | Бенджамин Кавелл и Алекс Ганса                                    | 1 ноября 2015   | 1,30                |
| 54      | 6          | «Парабиоз» «Parabiosis»                                            | Алекс Грейвз        | Чип Йоханнссен и Тед Манн                                         | 8 ноября 2015   | 1,35                |
| 55      | 7          | «Иволга» «Oriole»                                                  | Лесли Линка Глаттер | Алекс Ганса и Патрик Харбинсон                                    | 15 ноября 2015  | 1,35                |
| 56      | 8          | «Всё о Эллисон» «All About Allison»                                | Дэн Аттиас          | Рон Нисуонер                                                      | 22 ноября 2015  | 1,47                |
| 57      | 9          | «Уловка Литвинова» «The Litvinov Ruse»                             | Такер Гейтс         | Сюжет: Говард Гордон и Патрик Харбинсон Телесценарий: Алекс Ганса | 29 ноября 2015  | 1,42                |
| 58      | 10         | «Новая норма» «New Normal»                                         | Дэн Аттиас          | Мередит Стим и Шарлотта Стоудт                                    | 6 декабря 2015  | 1,74                |
| 59      | 11         | «Наш человек в Дамаске» «Our Man in Damascus»                      | Сет Манн            | Дэвид Фьюри                                                       | 13 декабря 2015 | 1,84                |
| 60      | 12         | «Ложный свет» «A False Glimmer»                                    | Лесли Линка Глаттер | Лиз Флэхайв, Алекс Ганса и Рон Нисуонер                           | 20 декабря 2015 | 2,07                |

## Производство
Сериал был продлён пятый сезон, состоящий из 12 эпизодов, 10 ноября 2014 года. В апреле 2015 года, было подтверждено, что весь сезон будет снят в Берлине, Германии, на студии Babelsberg, делая его первым американским сериалом, где весь сезон был снят там. В июне 2015 года, были объявлены четыре новые регулярные роли, включая Себастьяна Коха, Миранду Отто, Александра Фелинга и Сару Соколович. Производство началось в Берлине 2 июне 2015 года. Исполнительными продюсерами пятого сезона стали Алекс Ганса, Говард Гордон, Гидеон Рафф, Александр Кэри, Чип Йоханнссен, Мередит Стим, Патрик Харбинсон, Лесли Линка Глаттер, Ави Нир и Ран Телем.

## Реакция

### Реакция критиков
Пятый сезон получил положительные отзывы от критиков. На сайте Metacritic, у него рейтинг 76 из 100 на основе 17 отзывов, обозначая его как «в целом благоприятные отзывы». Верн Гэй из «Newsday» дал ему оценку «A» и написал, что он «Умный, подтянутый, привлекательный и пропульсивный. Пятый сезон выглядит потрясающе». Бен Трэверс из «Indiewire» дал ему оценку «A-» и написал, что «Если прошлый сезон был возвращением, то 5 сезон является пиком „Родины“».

### Награды
На 22-й церемонии Гильдии киноактёров США, актёрский состав номинирован за лучший актёрский состав в драматическом сериале, Клэр Дэйнс номинирована как лучшая актриса в драматическом сериале, а сериал номинирован как лучший каскадёрский ансамбль в сериале. На 42-й церемонии премии People's Choice, «Родина» победила как любимое кабельное шоу. Американский институт киноискусства включил его в список лучших телевизионных программ 2015 года. На 68-й церемонии премии Гильдии режиссёров США, Лесли Линка Глаттер была номинирована за лучшую режиссуру драматического сериала за эпизод «Традиции гостеприимства». На 20-й церемонии премии «Спутник», Клэр Дэйнс выиграла премию за лучшую женскую роль в драматическом сериале. На 68-й церемонии премии «Эмми», сериал получил четыре номинации: лучший драматический сериал, Клэр Дэйнс за лучшую женскую роль в драматическом сериале, Лесли Линка Глаттер за лучшую режиссуру драматического сериала за эпизод «Традиции гостеприимства» и Дэвид Клейн за лучшую операторскую работу в однокамерном сериале за «Традиции гостеприимства».